# Datsun
DATSUN (яп. ダットサン даттосан) (Датса́н, Датсу́н — от яп. datto — «заяц» и англ. sun — «солнце») — японский автомобильный бренд, использовавшийся компанией Nissan и её предшественниками. Автомобили под маркой Datsun производились с 1931 по 1986 год, вновь с 2013 по 2022 год.

## История

### Начало
История автомобилей под маркой Datsun начинается с компании, которая была образована в 1911 году под именем Кайсинся (Kwaishinsha Motor Car Works, яп. 快進社) человеком по имени Масудзиро Хасимото. Его мечтой было делать автомобили, подходящие для Японии, а также экспортировать их за рубеж. Уже в 1914 был выпущен автомобиль, получивший название DAT-GO (по англ. — DAT-Car), которое было составлено из первых букв фамилий партнёров-инвесторов.
- Дэн Кэндзиро (яп. 田健治郎?, Den Kenjirō)
- Аояма Рокуро (яп. 青山禄郎?, Aoyama Rokurō)
- Такэути Мэйтаро (яп. 竹内明太郎?, Takeuchi Meitarō)[2].

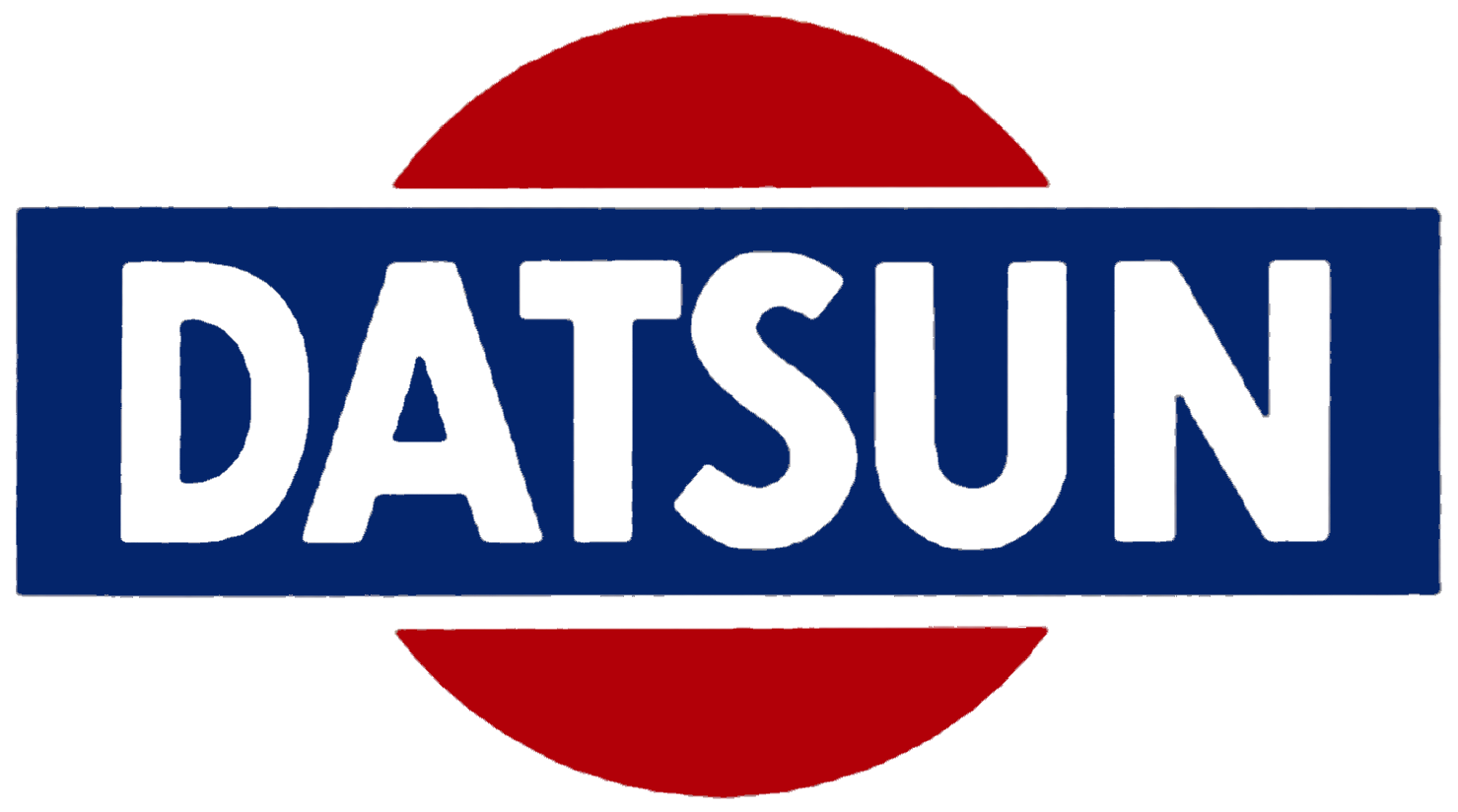
Логотип компании Datsun в XX веке

В 1926 компания провела слияние с Jitsuyo Jidosha Co., Ltd., базирующейся в Осаке. Эта фирма была основана в 1919 году в качестве дочернего предприятия компании Kubota. В 1920 году Jitsuyo Jidosha начала выпуск трёхколесного автомобиля «Горэм» (по фамилии американского инженера Уильяма Горэма, сыгравшего значительную роль в развитии компании Nissan) с закрытой кабиной, а на следующий год представила его четырёхколесную версию. С 1923 по 1925 Jitsuyo Jidosha Co., Ltd. выпускала лёгкие машины и грузовики под маркой Lila. В результате слияния название DAT поменялось на DAT Jidosha Seizo Co., Ltd.
В 1930 году правительство Японии выпустило постановление, позволяющее управлять автомобилями с объёмом двигателя меньше 500 см³ без водительского удостоверения. DAT Jidosha Seizo Co., Ltd. начала разработку серии машин с объёмом двигателя в 495 см³, чтобы занять новый сегмент рынка.
В 1931 году DAT Jidosha Seizo Co., Ltd. стала дочерней компанией Tobata Casting Co., Ltd. К этому времени подоспели и первые машины с двигателями 495 см³, которые были сначала названы Datson, то есть «сын DAT». Имя должно было указывать на меньший, по сравнению с предыдущими моделями, размер новых автомобилей. Однако «son» созвучно с японским словом, обозначающим «ущерб», поэтому в 1933 году название было изменено на Datsun.
Первый прототип нового автомобиля был завершен летом 1931 года. Серийная машина получила название Datson Type 10. Уже в 1932 году было продано около 150 автомобилей модели Type 11. В 1933 году правительство Японии пересмотрело правила — без водительского удостоверения теперь можно было управлять машиной с двигателем до 750 см³, поэтому Datsun увеличил объём своих двигателей до максимального значения. Новая модель именовалась Type 12. К тому времени снова произошла реорганизация, и свет увидела Jidosha Seizo Co., Ltd., которая взяла на себя все операции, связанные с производством автомобилей Datsun, будучи подразделением Tobata Casting Co., Ltd. Денежные средства, необходимые для появления Jidosha Seizo Co., Ltd., были инвестированы компаниями Nihon Sangyo Co., Ltd. и Tobata Casting Co., Ltd.
В 1934 году название компании было изменено на Nissan Motor Co., Ltd. в связи с тем, что Nihon Sangyo Co., Ltd. стала её 100 % инвестором.

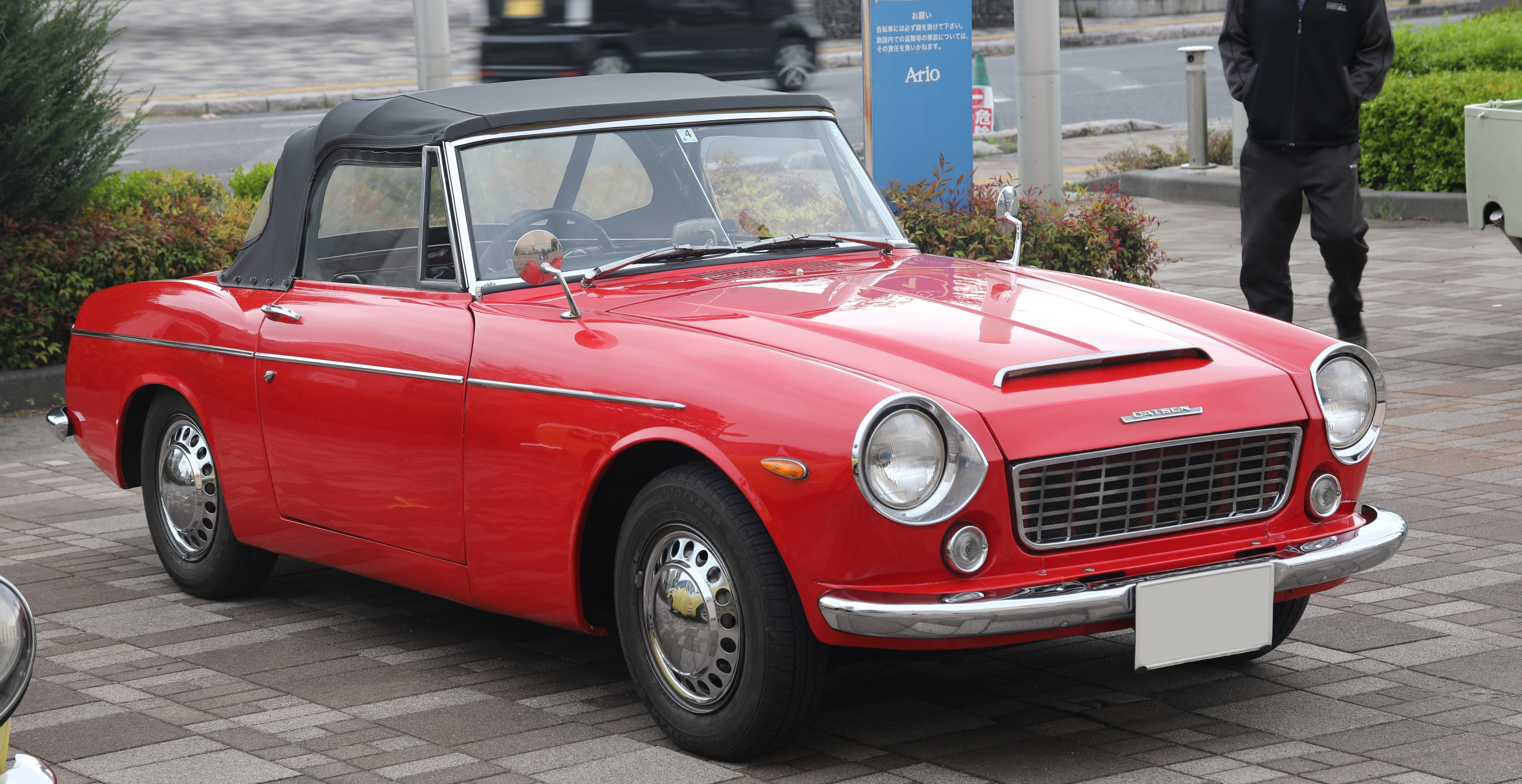
Datsun Fairlady 1963 года

С 1935 года для производства Datsun начали использовать настоящий производственный конвейер, следуя примеру Генри Форда. У выпускаемых автомобилей было очень много общего с популярными моделями Austin Motor Cars того периода, например, с Austin 7.
После вступления Японии в войну с Китаем в 1937 производство легковых автомобилей было ограничено. В 1938 году была представлена модель Datsun Type 17, а после этого завод Datsun в городе Иокогама сконцентрировался на выпуске грузовиков для Японской императорской армии.
После окончания Тихоокеанской войны, мощности Datsun использовались для выпуска грузовиков, предназначенных для стран оккупации. Это продолжалось до восстановления автомобильной промышленности в 1947 году. В начале 1950-х годов у моделей Datsun все так же наблюдались заимствования от автомобилей Austin Motor Company. В 1952 году было заключено соглашение между Nissan Motor Co., Ltd. и Austin Motor Company, в результате чего инженеры Nissan получили доступ к технологиям Austin, а на заводах Nissan началось производство Austin A40 и A50 Cambridge.
В 1958 году начались поставки автомобилей Datsun в США, а в 1964 году Nissan стала первой японской компанией, вошедшей в десятку крупнейших автоимпортеров в США. В 1962 году начались поставки автомобилей в Европу. Первое зарубежное сборочное производство Nissan было открыто в 1959 году на острове Тайвань.

### Отказ от использования бренда
В 1981 году Nissan подписал соглашение с Volkswagen о производстве и продаже легковых автомобилей в Японии.
Осенью 1981 года было объявлено решение — отказаться от использования фирменного знака Datsun в целях укрепления торговой марки компании Nissan. В первую очередь это касалось рынка США. Обоснованием служил тот факт, что изменение названия поможет в реализации глобальной стратегии компании. Однако, многие полагают, что важнейшим мотивом было следующее: изменение названия должно было поспособствовать увеличению продаж Nissan на рынке акций и облигаций в США. Кроме того, бренд Nissan фактически отсутствовал в США, в то время как названия брендов Toyota или Honda использовались американцами в обиходе.

Кампания по переименованию длилась в течение трёх лет — с 1982 по 1984. На автомобили под брендом Datsun, начиная с конца 1970-х годов, постепенно добавляли небольшие значки «Nissan» и «Datsun by Nissan». Хотя на некоторых экспортных рынках автомобили продолжали обозначаться как значками Datsun, так и значками Nissan, вплоть до 1986 года.

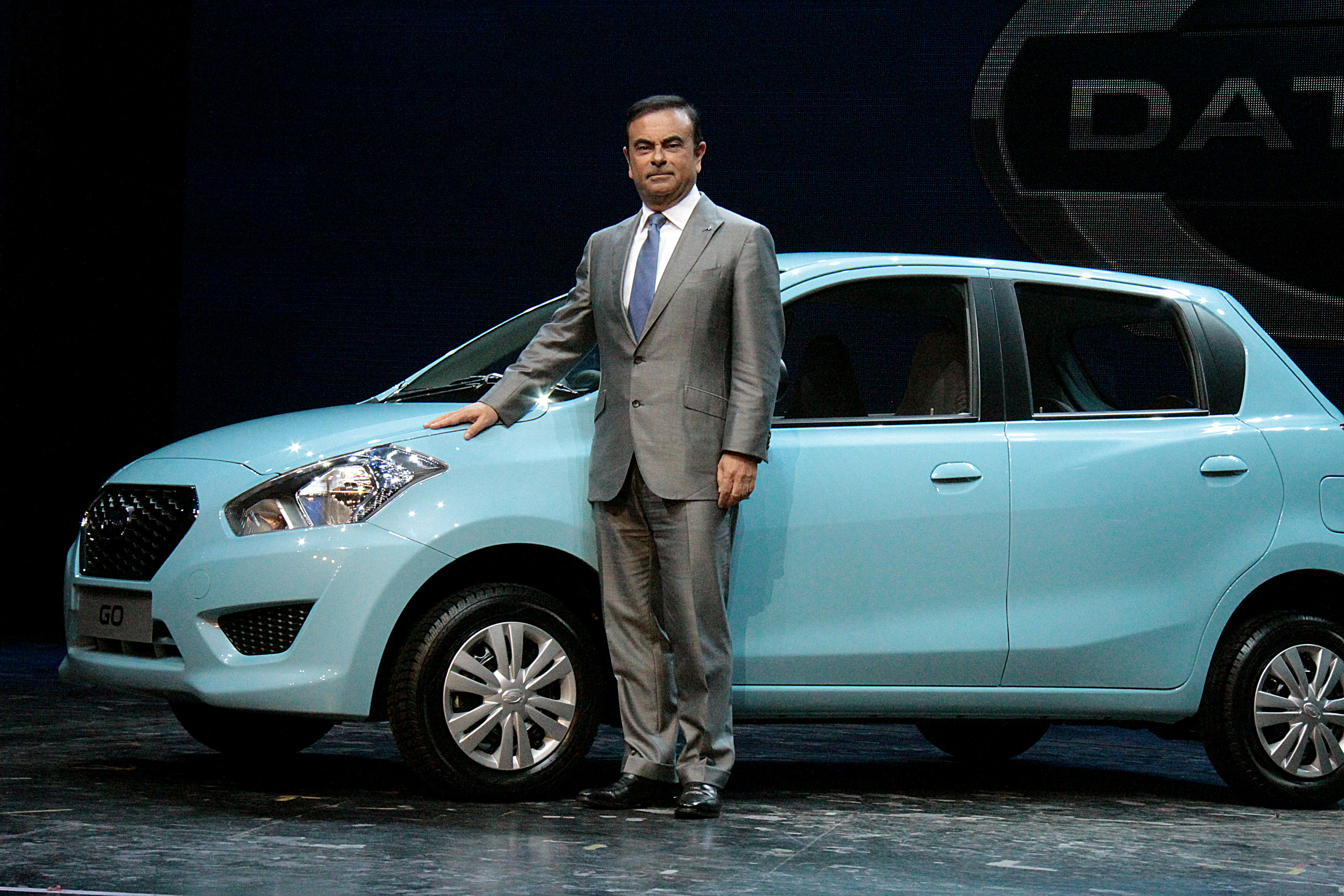
Карлос Гон представляет новый Datsun GO, Дели, Индия, 15 июля 2013 года

Смена названия стоила корпорации Nissan порядка 500 млн долларов. Операционные расходы, включающие смену значков в 1100 дилерских центрах Datsun, составили около 30 млн долларов. Ещё 200 млн долларов было потрачено с 1982 по 1986 год на рекламные кампании, когда слоган «Нами движет Datsun!» (англ. Datsun, We Are Driven!) уступил место лозунгу «Имя ему — Nissan» (англ. The Name is Nissan). Ещё 50 млн долларов было потрачено на рекламные объявления Datsun, которые были оплачены, но приостановились или никогда не использовались. Через пять лет после завершения программы переименования марка Datsun все ещё оставалась более знакомой для потребителей, чем Nissan.

### Возрождение бренда
В 2012 году компания Nissan приняла решение о возрождении бренда Datsun. В 2013 году вернувшийся бренд стал производить бюджетные автомобили для стран с быстрорастущим автомобильным рынком. Официальная презентация нового Datsun Go состоялась 15 июля 2013 года в Индии.
По состоянию на 2017 год автомобили марки Datsun официально продаются в Индии, Индонезии, Непале, Южной Африке, Ливане, Малайзии, России, Казахстане и Белоруссии.

### Повторное закрытие
Nissan рассматривал возможность поэтапного отказа от бренда Datsun во второй раз в 2019 и 2020, в конечном итоге прекратив выпуск автомобилей под этим брендом в апреле 2022 года.

## Прекращение выпуска
Летом 2020 года компания Nissan приняла решение о прекращении использования бренда Datsun в России, и, соответственно, прекращении выпуска моделей Datsun on-DO и mi-DO. Производство новых автомобилей было прекращено в декабре 2020 года.
По состоянию на 1 января 2020 года в России насчитывалось 125 тыс. машин японской марки — 82 % на седан on-DO (103 тыс. шт.), 18 % приходятся на хетчбэк mi-DO (22 тыс. шт.).

Марка уходит из России, но машины остаются. И ещё долго будут ездить — это же перелицованная Лада!— За рулём
10 декабря 2020 года в России был собран последний автомобиль Datsun.

## Галерея

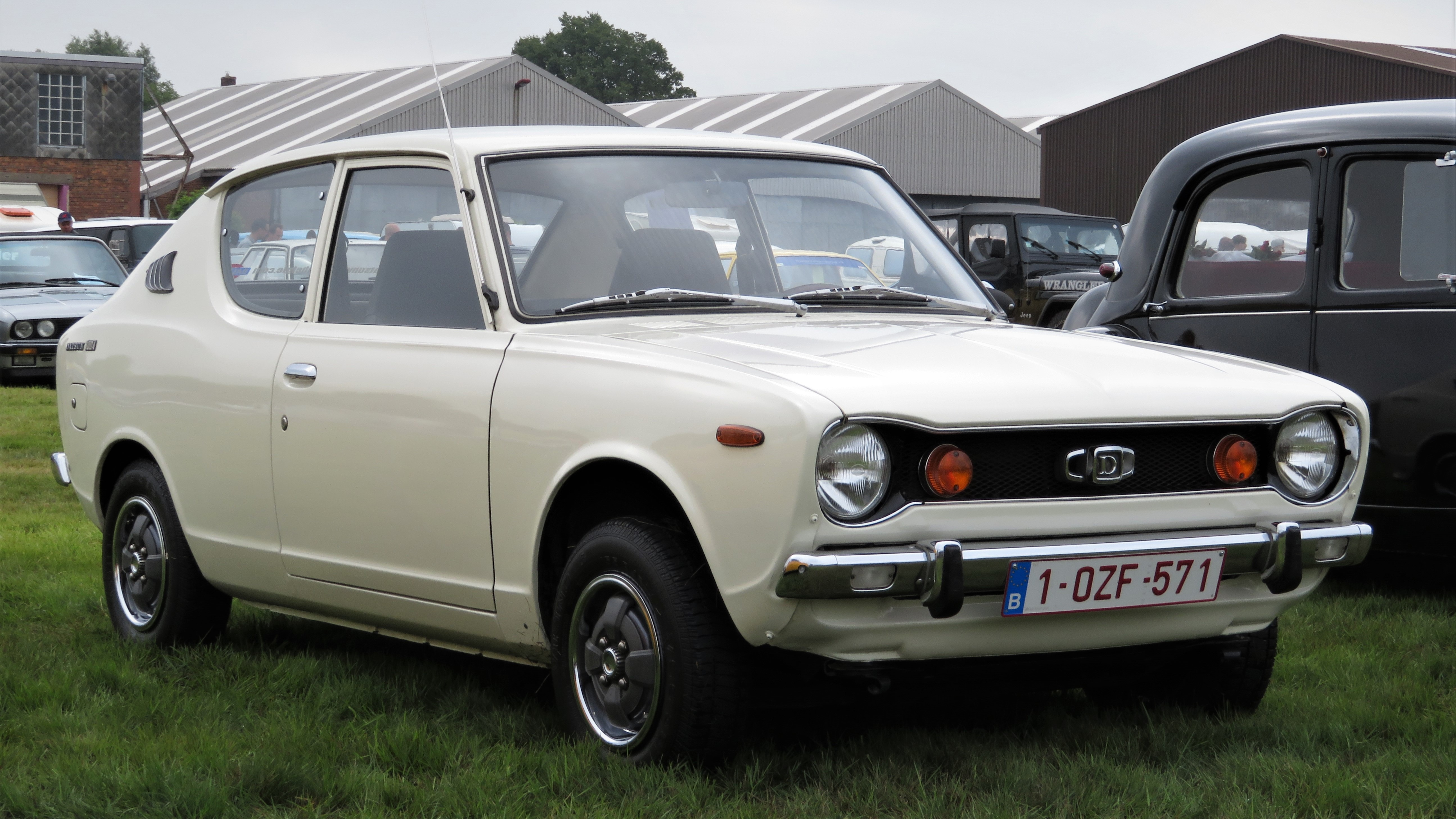
Datsun 100A Cherry 2-door
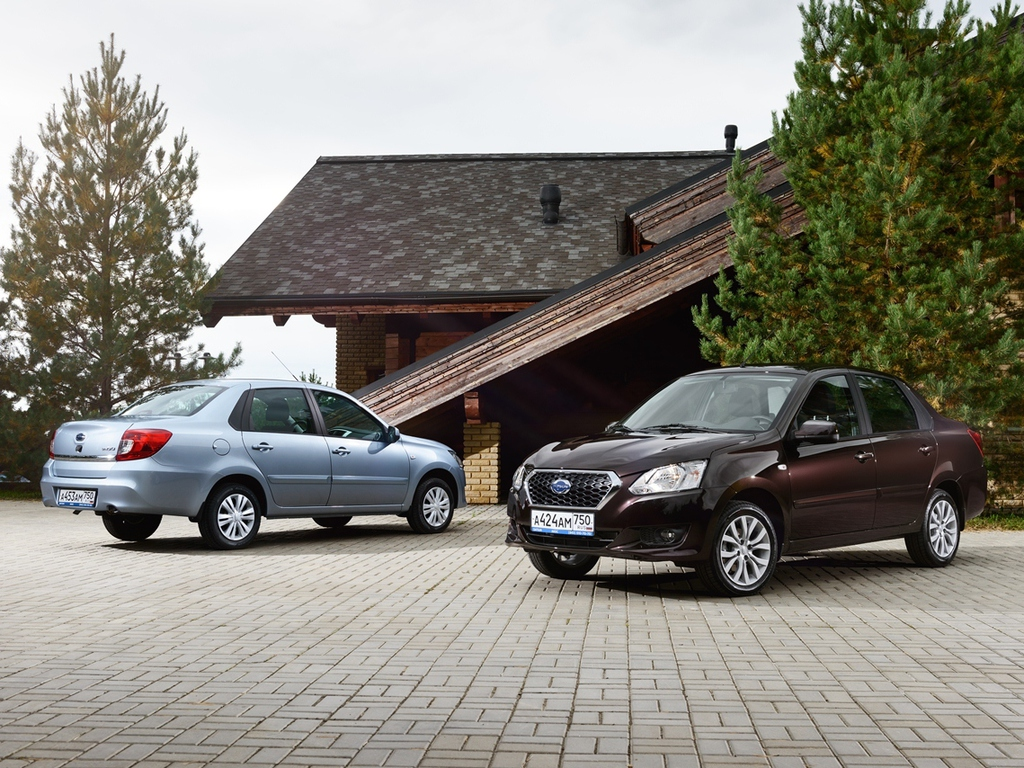
Российские Datsun on-DO
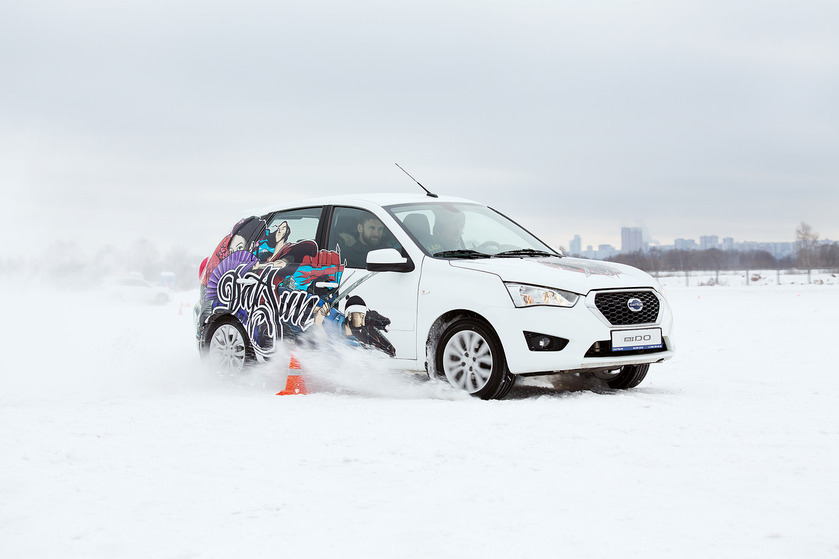
Российский Datsun Mi-DO
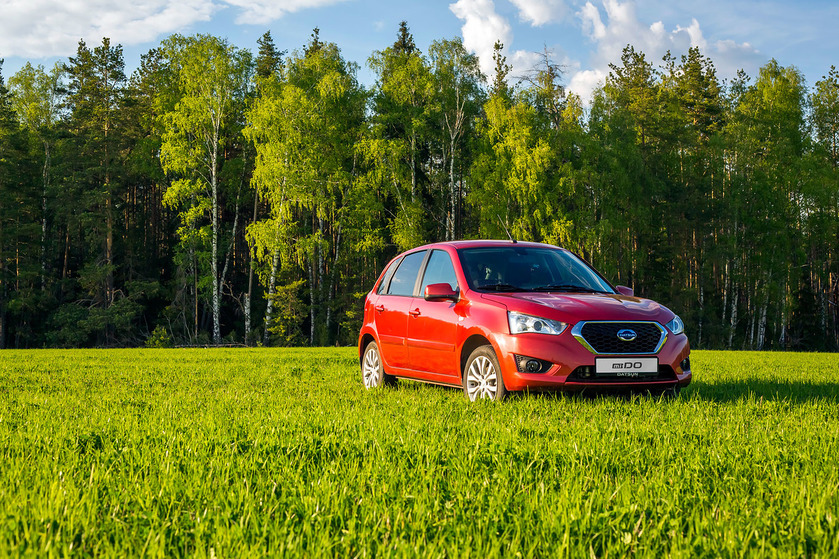
Российский Datsun Mi-DO
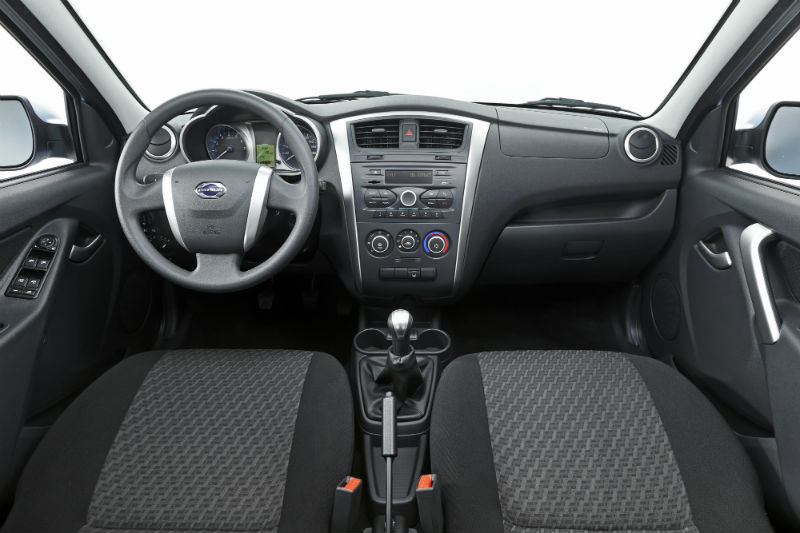
Российский Datsun on-DO
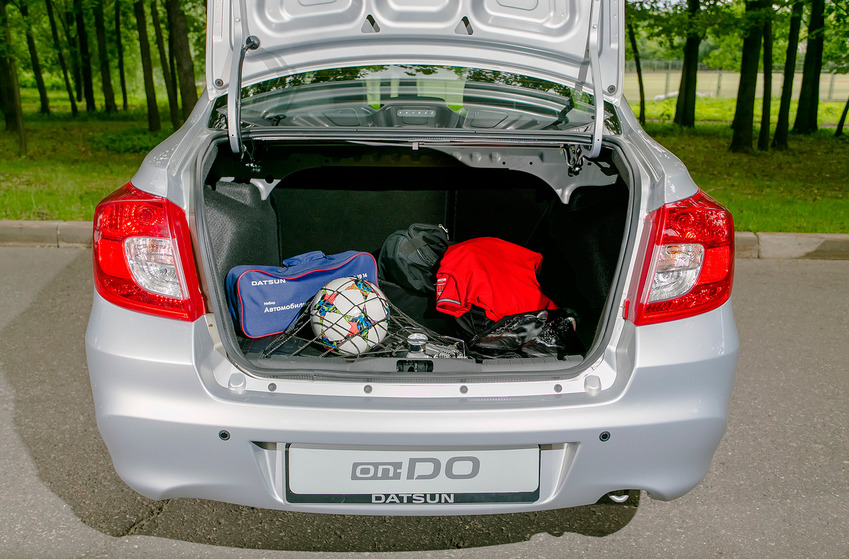
Российский Datsun on-DO